# Утуроа (город)
Утуроа (фр. Uturoa) — город на Раиатеа, четвёртом крупнейшем острове во Французской Полинезии. Административный центр коммуны Утуроа. Находится на архипелаге Общества в Заморском сообществе Франции.
Население составляет 3 736 человек (2017). Площадь суши 16 км².
Расположен на северной оконечности острова, в 5,8 км к югу от острова Тахаа, примерно в 210 км к северо-западу от Папеэте, столицы Французской Полинезии. Окружён коралловым рифом.

## История
До прихода европейцев территория города не была заселена. Около 1820 года миссионер Джон Уильямс (1796—1839) открыл там христианскую миссию. В конце XIX века был построен порт. Рынок, открытый в посёлке, стал крупнейшим в Французской Полинезии. В 1960-х годах здесь были построены аэропорт и средняя школа.

## Галерея

Утуроа — на севере острова Раиатеа

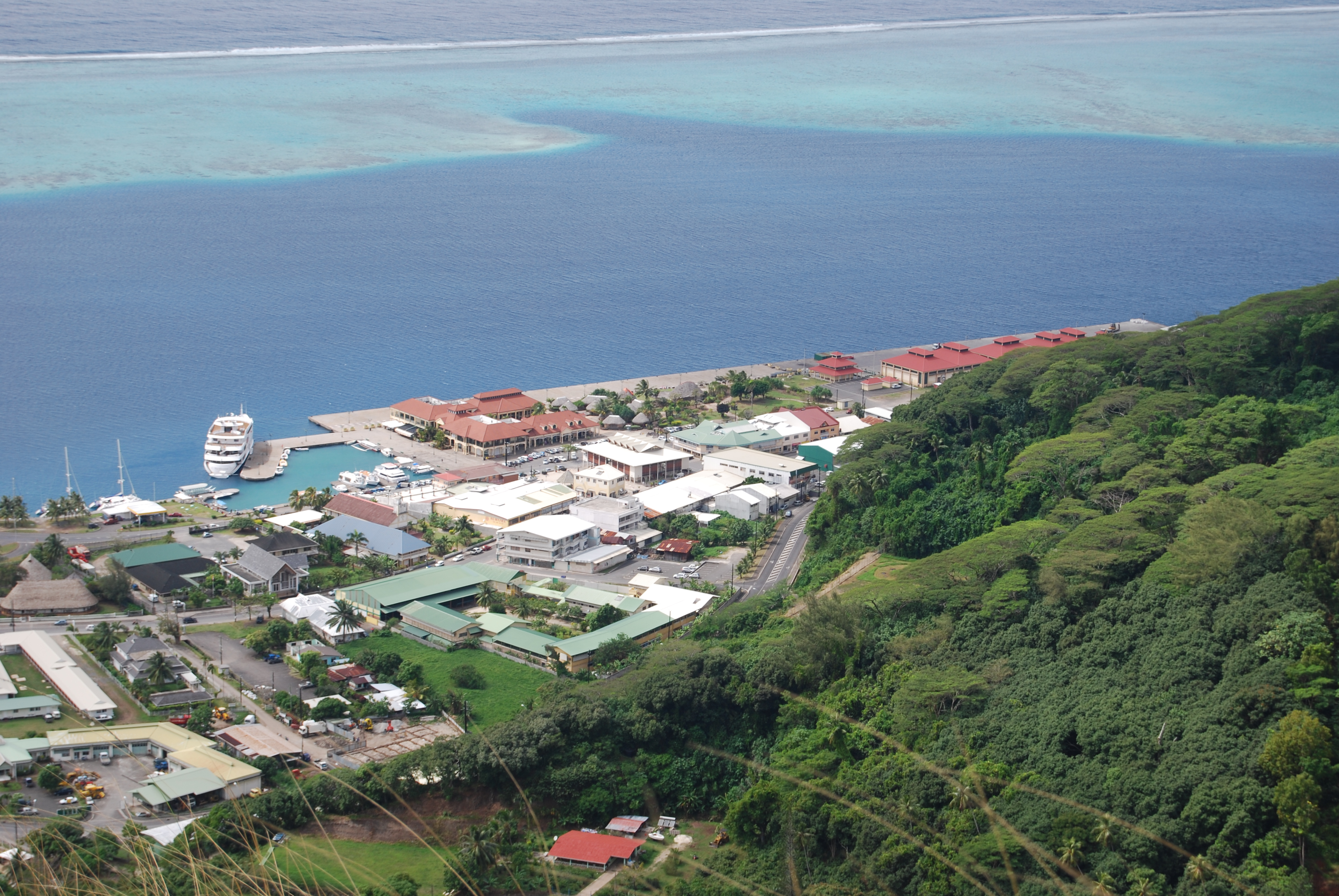
Общий вид Утуроа
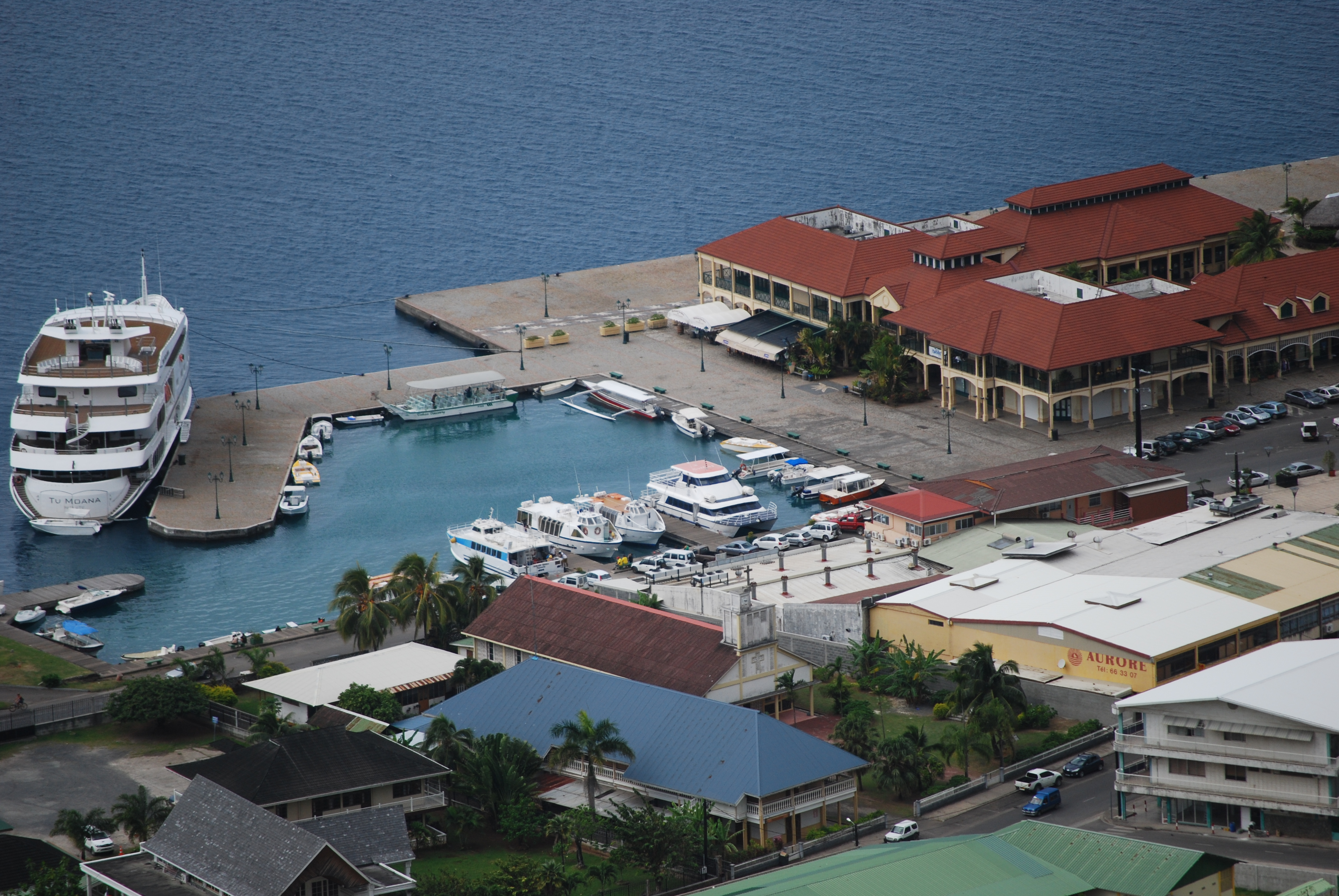
Порт Утуроа